# La Neuville-en-Hez
La Neuville-en-Hez es una comuna francesa situada en el departamento de Oise, en la región Alta Francia.

## Demografía
| 604 | 634 | 636 | 672 | 902 | 904 | 961 |
| Para los censos de 1962 a 1999 la población legal corresponde a la población sin duplicidades (Fuente: INSEE [Consultar]) |     |     |     |     |     |     |